# Rudolf Weiss
Rudolf Weiß (27 de setembro de 1910 - 19 de setembro de 1958) foi um oficial do Exéricto alemão e um dos últimos ocupantes presentes no Führerbunker perto do fim da Segunda Guerra Mundial.

## Biografia

### Carreira Militar
Weiß se juntou a Reichswehr em 1931 e recebeu a patente de Tenente em 1934. Em novembro de 1938, ele foi então enviado para o departamento de pessoal do Alto Comando do Exército e foi promovido a Capitão em 1940. Em 1941, ele foi transferido para a 1ª Divisão Panzer como ajudante. Em abril de 1942, ele serviu no Escritório Geral do Exército (Allgemeines Heeresamt) como oficial de motorização, recebendo o posto de Major em junho. Em 2 de outubro, ele foi nomeado ajudante de pessoal do Departamento Chefe de Pessoal do Exército, posição que ele assumiu até o fim da Segunda Guerra Mundial. Por lá, ele serviu sob comando do General Rudolf Schmundt. Em 1 de abril de 1944, Weiß foi promovido a Tenente-Coronel. Em 20 de julho de 1944, Schmundt foi ferido com gravidade em um grande atentado contra a vida do ditador nazista Adolf Hitler e foi substituído por seu segundo em comando, Wilhelm Burgdorf. Burgdorf se tornou oficialmente chefe de seu departamento quando seu antecessor morreu em 1 de outubro.

### Batalha de Berlim
Durante a Batalha por Berlim, Weiß esteve trabalhando no Führerbunker. Em 29 de abril de 1945, Major Bernd Freytag von Loringhoven e o Rittmeister Gerhardt Boldt pediram ao General Hans Krebs permissão para se juntar a luta que acontecia do lado de fora. Krebs consultou Burgdorf, que respondeu que seria melhor se eles levassem Weiß junto. Hitler permitiu que eles saissem do bunker e então disse: "Mande lembranças a Wenck. Ele deve se apressar, antes que seja tarde demais."
Weiß se separou dos seus dois acompanhantes e foi capturado pelo Exército Vermelho, e passou os próximos cinco anos como prisioneiro de guerra na Polônia. Ele faleceu em 1958.